# Mesochorus norrbyneus
Mesochorus norrbyneus là một loài tò vò trong họ Ichneumonidae.